# Ronnie Hjorth
Alf Ronnie Hjorth, född 29 februari 1964 i Västervik är en svensk professor i statsvetenskap, verksam vid Försvarshögskolan i Stockholm. Han disputerade 1992 vid Linköpings universitet på avhandlingen Building International Institutions for Environmental Protection: The Case of Baltic Sea Environmental Cooperation.  Under 1990-talet publicerade han flera studier om internationellt miljösamarbete särskilt mellan länderna i östersjöområdet. Senare har Hjorth specialiserat sig på forskning om internationell politisk teori och global etik, säkerhetspolitik samt allmän politisk teori. Hans senaste bok är Equality in International Society: A Reappraisal (Palgrave Macmillan 2014).  Han har publicerat artiklar i bland annat Tidskrift för politisk filosofi, Cooperation and Conflict, Review of International Studies, Journal of International Political Theory och De Ethica.
Ronnie Hjorth anställdes som universitetslektor vid Linköping 1996 och blev docent vid samma lärosäte 2008. Sedan 2012 är han anställd vid Försvarshögskolan i Stockholm som professor sedan 2015.

### Fotnoter
1. ↑  Sveriges befolkning
1980:
Hjorth, Alf Ronnie